# Ibō Takahashi
Ibō Takahashi (高橋 伊望, Takahashi Ibō) - 20 avril 1888 – 18 mars 1947) est un amiral de la Marine impériale japonaise pendant la Seconde Guerre mondiale.

## Biographie
Takahashi est originaire de la préfecture de Fukushima, né dans une famille de fidèles orthodoxes orientaux. Son nom "Ibō" était la translittération chinoise de « John. » Son père était un samouraï du domaine Aizu et docteur.
Il est diplômé de la 36e classe à l'académie navale impériale du Japon en 1908 où il est classé 10e sur 191 cadets. Il sert comme Aspirant à bord des croiseurs Soya et Suma (en) puis transféré sur l'Asama après avoir été promu Enseigne en 1910. Il sert par la suite sur le destroyer Nenohi et le cuirassé Shikishima. En tant que lieutenant, il sert sur le Tone et le Fusō en 1914.
Après avoir obtenu son diplôme à l'école navale impériale du Japon en 1919, il est promu Capitaine de corvette et affecté comme chef d'artillerie sur l'Iwami. À cette époque, Takahashi s'implique dans le mouvement militant au sein de l'armée japonaise et contribue à influencer la mise en œuvre de la proposition de délégation du commandement naval du ministre de la Marine au chef d'état-major général de la Marine (dont la mise en œuvre est ratifiée par l'empereur Hirohito le 25 septembre 1933).
D'août 1923 à août 1925, Takahashi est nommé attaché naval au Royaume-Uni, où il est promu commandant. Après son retour, il sert pendant un an en tant qu'administrateur exécutif sur le Tama et est devient capitaine du Tenryū en 1929. Il a également fait partie de la délégation japonaise aux négociations du traité naval de Londres à la fin de 1929.
Takahashi est promu capitaine le 30 novembre 1929 et reçoit le commandement de l'Atago en 1932, puis du cuirassé Kirishima en 1933.
Il est promu contre-amiral le 15 novembre 1935 et devient chef de la deuxième section de l'État-major de la Marine impériale japonaise. À son poste, il est ardent défenseur du Nanshin-ron, insistant pour que la Nouvelle-Guinée, Bornéo et les Célèbes des Indes néerlandaises soient considérés comme faisant partie de la sphère d'intérêt stratégique du Japon. Le 15 novembre 1939, il devient Vice-amiral, où il reçoit le commandement du district de garde de Mako.
Peu avant l'attaque de Pearl Harbor, Takahashi est commandant en chef de la 3e flotte, comprenant les 5e et 7e escadrons de croiseurs ainsi que les 2e et 4e flottilles de destroyers faisant partie de la Force du sud, commandée par le vice-amiral Nobutake Kondō basée à Taïwan en 1941.
En janvier et février 1942, cette force est divisée en forces orientales et centrales; la première pour les invasions de Menado, Kendari et Makassar dans les Célèbes, et les opérations amphibies en mer de Banda, la seconde étant pour l'invasion du Bornéo néerlandais. Takahashi est commandant des forces orientales et centrales lors des invasions de Bali et de Java. Ses forces comprenaient la « Force de soutien direct » du contre-amiral Shōji Nishimura, commandant du 4e escadron de destroyers, la « Deuxième force d'escorte » du contre-amiral Raizo Tanaka, commandant du 2e escadron de destroyers, les 1re et 2e « Forces de la base navale » , sous le vice-amiral Takeo Kurita, la « Troisième escorte », sous le commandement du contre-amiral Chuichi Hara, et le « First Air Group » composé du porte-avions léger Ryūjō et de 56 transports.
Le 10 mars 1942, il est transféré dans la Deuxième flotte expéditionnaire du Sud (en) nouvellement créée, et dans la Flotte de la région Sud-Ouest nouvellement créée un mois plus tard. En novembre 1942, il est renvoyé au Japon pour devenir commandant en chef du district naval de Kure, poste qu'il occupe jusqu'à son retrait du service actif en 1944.
Suspecté de crimes de guerre, il est arrêté à Tokyo par les forces d'occupation américaines le 2 décembre 1945. Faute de preuves, il est par la suite libéré. Il décède de cause naturelle le 18 mars 1947 à l'âge de 58 ans.